# Kyle Noke
Kyle Noke, né le 18 mars 1980, est un pratiquant professionnel australien de combat libre. Il combat actuellement à l'Ultimate Fighting Championship dans la catégorie Middleweight.

## Palmarès en MMA
| Résultat | Record | Adversaire          | Méthode                         | Événement                                                | Date              | Round | Temps | Lieu                              | Notes                                   |
| -------- | ------ | ------------------- | ------------------------------- | -------------------------------------------------------- | ----------------- | ----- | ----- | --------------------------------- | --------------------------------------- |
| Win      | 20-6-1 | Charlie Brenneman   | TKO (Punches)                   | UFC 152: Jones vs. Belfort                               | 22 septembre 2012 | 1     | 0:45  | Toronto, Ontario, Canada          | Retour en Welterweight.                 |
| Loss     | 19-6-1 | Andrew Craig        | Décision (unanime)              | UFC on FX: Alves vs. Kampmann                            | 3 mars 2012       | 3     | 5:00  | Sydney, Australie                 |                                         |
| Loss     | 19-5-1 | Ed Herman           | Soumission (Inverted Heel Hook) | UFC Live: Hardy vs. Lytle                                | 14 août 2011      | 1     | 4:15  | Milwaukee, Wisconsin              |                                         |
| Win      | 19-4-1 | Chris Camozzi       | Soumission (Rear-Naked Choke)   | UFC 127: Penn vs. Fitch                                  | 27 février 2011   | 1     | 1:35  | Sydney, Australie                 | Submission of the Night.                |
| Win      | 18-4-1 | Rob Kimmons         | Soumission (Rear-Naked Choke)   | UFC 122: Marquardt vs. Okami                             | 13 novembre 2010  | 2     | 1:33  | Oberhausen, Allemagne             |                                         |
| Win      | 17-4-1 | Josh Bryant         | TKO (Punches)                   | The Ultimate Fighter: Team Liddell vs. Team Ortiz Finale | 19 juin 2010      | 2     | 3:12  | Las Vegas, Nevada                 | Début à l'UFC.                          |
| Win      | 16–4–1 | Kyacey Uscola       | Décision (Unanime)              | Top Combat Championship                                  | 26 septembre 2009 | 3     | 5:00  | Hato Rey (en), Porto Rico         |                                         |
| Win      | 15–4–1 | Yohan Gouaida       | Soumission (Rear-Naked Choke)   | Cage Fighting Championships 4                            | 23 mai 2008       | 1     | 1:43  | Sydney, Australie                 |                                         |
| Loss     | 14–4–1 | Scott Smith         | KO (Punch)                      | EliteXC: Street Certified                                | 16 février 2008   | 2     | 0:07  | Miami (Floride) États-Unis        |                                         |
| Win      | 14–3–1 | Seth Kleinbeck      | TKO (Doctor Stoppage)           | EliteXC: Renegade                                        | 10 novembre 2007  | 2     | 4:22  | Corpus Christi (Texas)            |                                         |
| Draw     | 13–3–1 | Hector Lombard      | Égalité                         | Cage Fighting Championships 1                            | 28 juillet 2007   | 3     | 5:00  | Gold Coast, Australie             |                                         |
| Win      | 13–3   | Brian Ebersole      | Décision (Majorité)             | XFC 12: Oktoberfist                                      | 13 octobre 2006   | 5     | 5:00  | Sydney, Australie                 | Gagne le XFC Middleweight Championship. |
| Win      | 12–3   | Yusaku Tsukumo      | Soumission (Triangle Choke)     | Warriors Realm 6                                         | 24 juin 2006      | 1     | 1:14  | Brisbane, Australie               |                                         |
| Loss     | 11–3   | George Sotiropoulos | Décision (Unanime)              | Warriors Realm 5                                         | 25 février 2006   | 5     | 5:00  | Geelong, Australie                |                                         |
| Win      | 11–2   | Byron Donnelly      | Décision (unanime)              | Warriors Realm 4                                         | 2 juillet 2005    | 2     | 5:00  | Geelong, Australie                |                                         |
| Win      | 10–2   | George Sotiropoulos | Décision (partagée)             | Warriors Realm 4                                         | 2 juillet 2005    | 2     | 5:00  | Geelong, Australie                |                                         |
| Win      | 9–2    | Luke Pezutti        | TKO (Punches)                   | Warriors Realm 3                                         | 12 mars 2005      | 1     | 5:00  | Brisbane, Australie               |                                         |
| Loss     | 8–2    | Katsuya Inoue       | Décision (partagée)             | Warriors Realm 2                                         | 10 décembre 2004  | 3     | 5:00  | Sunshine Coast, Australie         |                                         |
| Win      | 8–1    | Rhys Whitmore       | Soumission (Triangle Choke)     | Warriors Realm 1                                         | 3 septembre 2004  | 1     | 0:38  | Sunshine Coast, Australie         |                                         |
| Win      | 7–1    | Matt Te Paa         | Décision (Partagée)             | XFC 5: When Worlds Collide                               | 13 août 2004      | 3     | 5:00  | Queensland, Australie             |                                         |
| Win      | 6–1    | Mike Sethna         | Soumission (Kneebar)            | Xtreme Fight Club 2                                      | 5 juin 2004       | 3     | 1:58  | Queensland, Australie             |                                         |
| Win      | 5–1    | Jimmy Raborn        | Soumission (Rear-Naked Choke)   | XFC 4: Australia vs. The World                           | 19 mars 2004      | 2     | 1:30  | Queensland, Australie             |                                         |
| Loss     | 4–1    | Noriyuki Hayakawa   | Soumission (Armbar)             | Xtreme Fighting Championships 3                          | 14 novembre 2003  | 3     | 1:33  | Queensland, Australie             |                                         |
| Win      | 4–0    | Neil Swailes        | TKO (Punches)                   | Xtreme Fighting Championships 2                          | 30 août 2003      | 2     | 2:24  | Queensland, Australie             |                                         |
| Win      | 3–0    | Adrian Bolton       | TKO (Punches)                   | Xtreme Fighting Championships 1                          | 4 mai 2003        | 1     | 2:34  | Queensland, Australie             |                                         |
| Win      | 2–0    | Ulf Strand          | TKO (Punches)                   | Spartan Reality Fight 6                                  | 5 avril 2003      | 2     | 1:21  | Nouvelle-Galles du Sud, Australie |                                         |
| Win      | 1–0    | Peter Robbie        | Soumission (Punches)            | Spartan Reality Fight 5                                  | 30 novembre 2002  | 1     | 2:25  | Nouvelle-Galles du Sud, Australie |                                         |